# 삼성 갤럭시 폴더2 (2019)
삼성 갤럭시 폴더2 (2019) (Samsung Galaxy Folder 2 (2019))는 2019년 7월에 출시한 삼성전자 안드로이드 폴더 스마트폰이다.